# غوردون تايلور (سياسي)
غوردون تايلور هو سياسي كندي، ولد في 20 يوليو 1910، وتوفي في 26 يوليو 2003. نشط حزبياً في الحزب الكندي التقدمي المحافظ. وقد انتخب عضو الجمعية التشريعية ألبرتا وانتخب عضو مجلس العموم الكندي.